# Montzéville
Montzéville ist eine französische Gemeinde mit 154 Einwohnern (Stand: 1. Januar 2022) im Département Meuse in der Region Grand Est (vor 2016: Lothringen). Die Gemeinde gehört zum Arrondissement Verdun und zum Kanton Clermont-en-Argonne. Die Einwohner werden Montzévillois genannt.

## Geographie
Montzéville liegt etwa 15 Kilometer westnordwestlich von Verdun. Umgeben wird Montzéville mit den Nachbargemeinden Esnes-en-Argonne im Norden, Chattancourt im Nordosten, Marre im Osten, Fromeréville-les-Vallons im Osten und Südosten, Béthelainville im Süden, Récicourt im Südwesten, Aubréville im Südwesten und Westen sowie Avocourt im Nordwesten.

## Bevölkerungsentwicklung
| Jahr                       | 1962 | 1968 | 1975 | 1982 | 1990 | 1999 | 2006 | 2019 |
| Einwohner                  | 202  | 165  | 170  | 160  | 146  | 165  | 170  | 155  |
| Quellen: Cassini und INSEE |      |      |      |      |      |      |      |      |

## Sehenswürdigkeiten
- Kirche Nativité-de-la-Sainte-Vierge

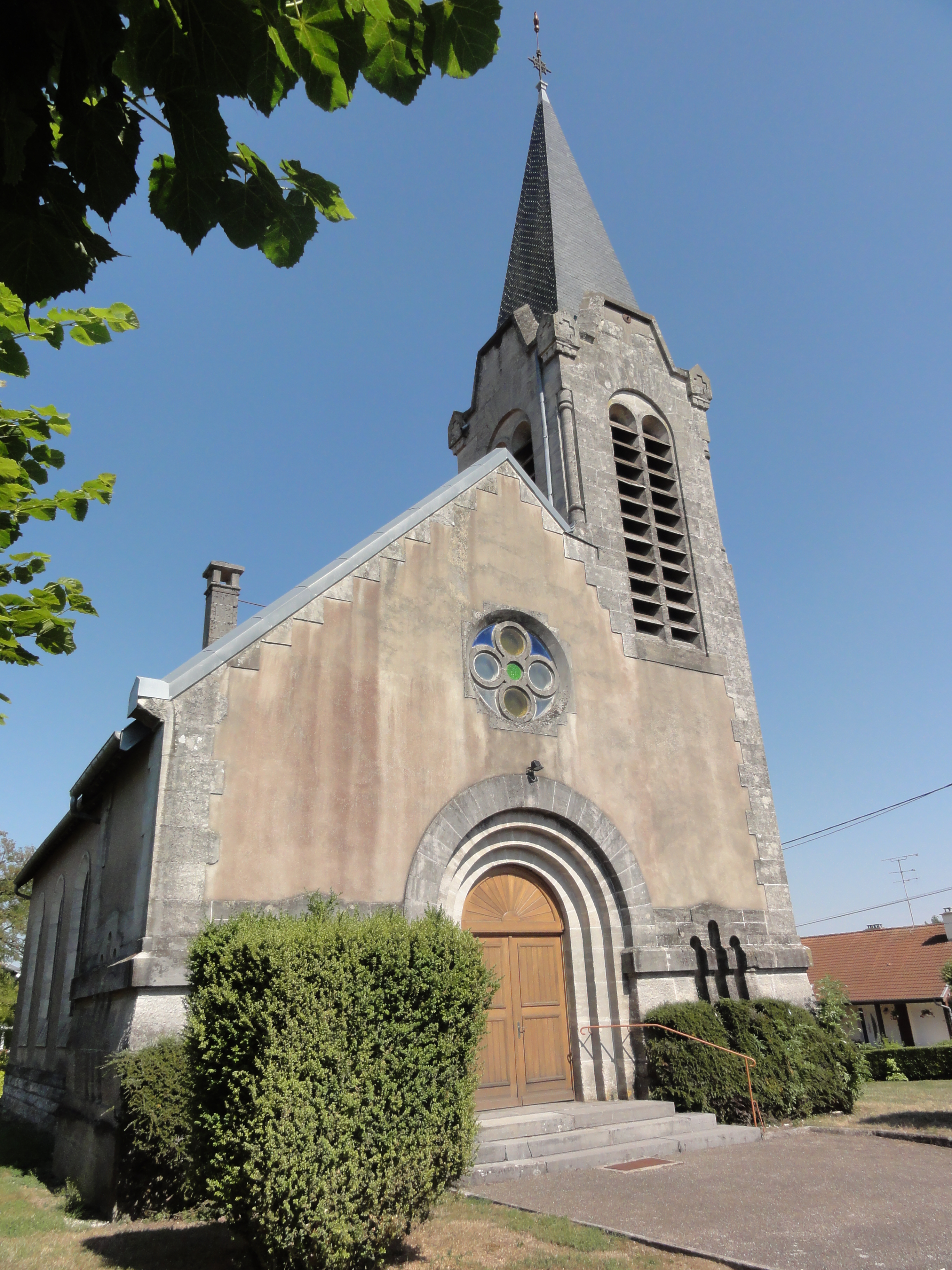
Kirche Nativité-de-la-Sainte-Vierge

## Persönlichkeiten
- Didier de La Cour (1550–1623), Reformator des Benediktinerordens